# Phymatostetha lais
Phymatostetha lais är en insektsart som beskrevs av Jacobi 1905. Phymatostetha lais ingår i släktet Phymatostetha och familjen spottstritar. Inga underarter finns listade i Catalogue of Life.